# Pēteris Barisons
Pēteris Barisons   (municipi de Sala, 18 d'abril de 1904 - Letònia, 13 de juliol de 1947) fou un compositor i director d'orquestra letó. Representa la línia del romanticisme tardà en la música letona. A més dels gèneres simfònic i vocal simfònic, en què el seu treball és central, el fons d'or de la música letona també inclou les seves cançons corals ("Dziesmai šodien liela diena", etc.) i els arranjaments de cançons populars ("Aiz ezera balti bērzi", "Es meitiņa kā rozīte", etc.) també va compondre música de cambra vocal i instrumental.

## Biografia
Nasqué el 18 d'abril de 1904 a Selònia, a la família d'un pagès de la parròquia de Sēlpils. El seu oncle Pēteris Skudra va notar l'interès del noi per la música, i sota el seu guiatge el noi va aprendre a tocar la guitarra, el violí, la guitarra i la trompa. Al començament de la Primera Guerra Mundial, la seva família va fugir. Al seu retorn a la pàtria el maig de 1918, Barisoni va trobar la casa en ruïnes, i el jardí que un cop fou florit era clivellat per les trinxeres i els fossats de granades.
A la tardor de 1923, Pēteris Barisons va anar a Riga, on va estudiar a l'Institut Ernests Vīgners de Fonologia. Després de graduar-se el 1926, Pēteris Barisons es va convertir en professor de música.
Va estudiar al Conservatori Letó, on es va graduar el 1934 amb dues especialitats: direcció (amb Jāzeps Vītols) i composició (amb Jānis Mediņš). Després va dirigir concerts simfònics i produccions d'òpera durant uns quants anys. Des del 1936 fou professor del Conservatori Letó, i des del 1944 fou cap del departament de composició i direcció del conservatori estatal letó; des del 1945 en fou professor.
Mort el 13 de juliol de 1947 a la seva parròquia natal de Sēlpils, és enterrat al cementiri de Sēlpils, on hi ha un monument a la tomba de l'artista Laimonis Blumbergs.

## Composicions

### Música simfònica
- 1933 - Andante cantabile
- 1933 - Skerco
- 1935 - Simfonia núm. 1 en La Major en quatre parts
- 1935 - Tres preludis
- 1936 - Poema tràgic
- 1935/36 - Līgo ("Llegenda"), poema simfònic
- 1937 - Ziedu vija, suite simfònica en cinc parts
- 1939 - Simfonia núm. 2 / Romantiskā / en mi bemoll major, en 4 parts
- 1945 - Rapsòdia letona per a orquestra simfònica i piano
- 1943 / 1946- Bērnības rīti,, suite simfònica en cinc parts
- 1947 - Obertura festiva (inacabada)
- 1947 - Simfonia núm. 3 en fa menor (inacabada).

### Música vocal

#### Cançons per a cor mixt
- 1927 - Maza bija lakstīgala, Lieldienu rītā, Staburags
- 1928 - Kā sniegi kalnu galotnēs, Pa zvaigžņu ceļu, Dzimtenes krastos
- 1930 - Tu, jūra bezgalīgā, Lai sveikta dziesma, Aiz miglas man dzimtenes celiņš dārgs
- 1932 - Rudens dziesma, Dziesmas lielas lidotājas, Svētā vēstnese
- 1934 - Mūzai
- 1937 - Jūs, dzīves jūras klusie krasti, Pavasara jausma, Dzimtenei
- 1938 - Latvijā, Ceļa jūtīs
- 1939 - Zilie sapņu kalni, Mūzika, Draugiem kopā ejot, Ziedošās dienas
- 1943 - Dusi, Dieva dārzs, Pļaujas svētkos
- 1946 - Rīts,
- 1947 - Dziesmai šodien liela diena.

#### Cançons per a cor masculí
- Lauztās priedes, Daugavai, Celies
- 1939.- Nakts, Šūpļa dziesma sirdij

#### Cançons per a cor femení
- 1929 - Nāru dziesma
- 1932 - Arvien vēl sirds
- 1936 - Melodijas, Diltin dila

### Cançons i duets sols
- Maijpulkstenītis
- 1934 - Ziedonī, Jaunībai, Nedrošais tilts, Lauku meitene
- 1936 - Jūrai, Bērna skati,
- 1937 - Noskaņa, Uz tilta, Aicinājums, Rokas,
- 1938 - Gaviles, Tavas acis, Kapsētā, Kaut būtu
- 1939 - Viss dārgums
- 1941 - Jaunība
- 1943 - Kad nāksi atkal?, Ai, kaut nebūtu tik skumji, Mātei
- 1944 - Zemgales klajs
- 1945 - Tītenītis
- 1946 - Jaunekļiem

- 1934 - Ziedonī, Jaunībai, Nedrošais tilts
- 1936 - Noskaņa, Jūrai
- 1938 - Gaviles

- 1930 - Meitenes dziesma
- 1936 - Noskaņa
- 1943 - Suvenīrs

### Música instrumental vocal
- 1933 - Gaišā stunda, cantata per a cor i orquestra
- 1935 - Dzimtene, cantata per a cor i orquestra
- 1937/38 - Brīnumzeme, cantata per a cor i orquestra
- 1938 - Nāves sala, cantata per a cor i orquestra

### Música instrumental
1932 - Quartet de corda en minoria
- 1929 - Cançó de bressol, Skerco per a violí i piano
- 1931 - Cançó de tarda per a violoncel i piano
- 1933 - Cançó de sol, melodia, toc de violí i piano

#### Obres de piano
- 1928 - Fantāzija
- 1932 - Sonata en re bemoll major
- 1936 - Šūpļa dziesma
- 1937 - Quatre preludis, Quatre miniatures líriques, Andante con dolore, étude
- 1944 - Sonata en si bemoll menor, Preludi en mi bemoll major
- 1947 - Preludi en re major

#### Per a orgue i cor
- 1938 - Lūgšana